# Tortuga rogenca
La tortuga carbonària, tortuga rogenca o tortuga terrestre de potes vermelles (Geochelone carbonaria) és una tortuga terrestre nativa de les sabanes i boscos, des de Panamà fins a les Guaianes, Brasil i Paraguai. A Veneçuela i Colòmbia és coneguda com a morrocoy sabanero (o simplement morrocoy). Al Brasil, s'anomena jabuti. És popular com a mascota.
La closca és de color negre o bru fosc amb taques grogues-ataronjades o ataronjades-vermelloses; mesura entre 30 i 35 cm de llarg, encara que en la varietat de la regió Nord-est de Brasil arriba 40 cm i en la en la paraguaiana a penes arriba entre 20 i 25 cm. El plastró és predominantment groc. Al cap i les potes, especialment les del davant, té taques vermelles o ataronjades.
És herbívora i carronyaire: consumeixen flors (especialment vermelles i grogues), fulles, fruita caiguda, bolets silvestres, invertebrats, vius i carn de sargantanes, ocells o peixos, fresca o descomposta.

## Morfologia

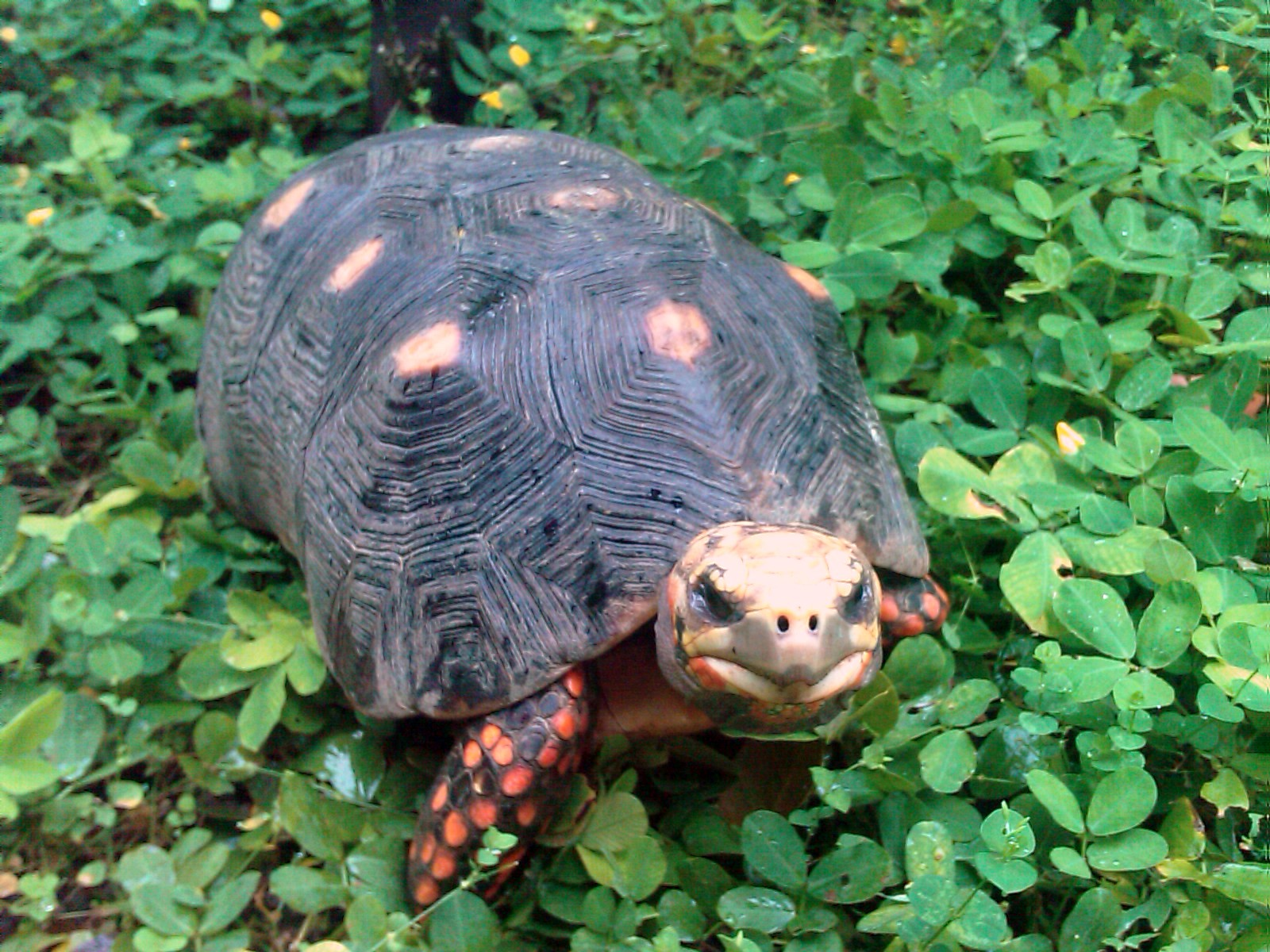
Una tortuga carbonària fent una passejada pel jardí.

La tortuga carbonària és molt més petita que la seva veïna, la tortuga terrestre de potes grogues (Geochelone denticulata). La closca és de color negre o marró fosc amb taques grogues-ataronjades o ataronjades-vermelloses, fa entre els 30 i els 35 cm de llarg, encara que en la varietat del nord-est del Brasil pot arribar als 40 cm i en la del Paraguai només arriba a entre 20 i 25 cm. Plastró predominantment groc. En el cap i les potes, especialment les davanteres, té taques vermelles o ataronjades.
El mascle és molt més gran que la femella, la seva cua també és més gran i la seva closca és més groga i enfonsada per facilitar el moment de l'aparellament.

## Hàbitat i distribució
Aquesta tortuga és diürna, normalment habita en els boscos secs tropicals i en mates de muntanya als països d'Amèrica del Sud com Colòmbia, Veneçuela, Brasil, Guayanes, etc., i en països d'Amèrica, com Panamà i en algunes illes de les Carib
Ocupa una sèrie d'hàbitats dins d'aquesta àmplia gamma. Viu en tots els tipus d'hàbitat de selva, i també habita la sabana, inclosos pastures resultants de la ramaderia i la tala i crema agrícola.
La humitat és del voltant de 60-90%, la temperatura és constant, de 25-30º de dia, 15-20º durant la nit.

## Reproducció

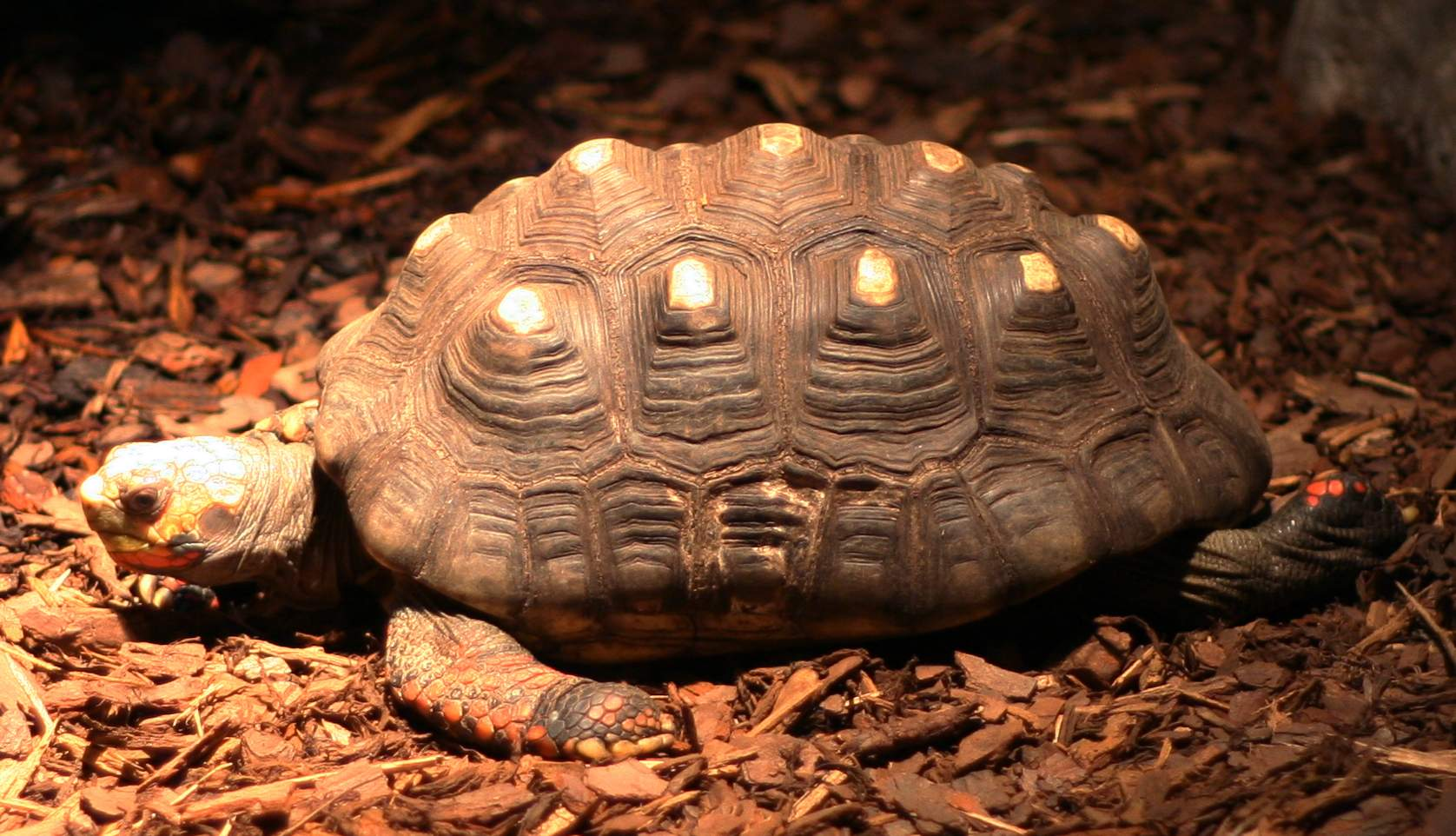
Geochelone carbonaria en el Zoològic de Buffalo (USA).

El ritual de l'aparellament es caracteritza pels moviments del cap per part del mascle, la femella no mou el cap i el mascle es mou per olorar-li la cua i després es produeix la munta i l'aparellament, el mascle emet un espetec durant el festeig i l'aparellament. La femella cava un forat de fins a 30 cm. per dipositar els ous, ponen de 2 a 15 ous per posta. A la natura la tortuga carbonària pon de 5 a 15 ous entre el juliol i el setembre, l'època de pluges. En general són enterrats en un niu a terra. No obstant això, alguns autors assenyalen que els locals a Panamà s'han observat els ous posats en la fullaraca al terra del bosc. Els ous són allargats (al voltant de 2 "x 1.5") i tenen una closca fràgil. Les cries són rodones i planes, i mesuren al voltant d'1,5 cm de diàmetre. En captivitat són capaços de produir ous en qualsevol moment durant l'any. L'ou és amniòtic amb una membrana (amnios) embolicant la part dorsal de l'embrió en un sac líquid a manera de coixinet. La incubació dura 120-150 dies.

## Alimentació
La tortuga carbonària és herbívora i carronyera; consumeixen flors (especialment vermelles i grogues), fulles, fruita caiguda, bolets silvestres, invertebrats, vius i carn de sargantana, aus o peixos, fresca o descomposta. En captivitat s'alimenta d'una gran varietat de fruites. Han de ser alimentades amb una barreja de fulles de calci, fruites, verdures i flors i una petita quantitat de proteïna animal.
Les fulles verdes apropiades inclouen dent de lleó, fulles de nap, col arrissada, fulles de parra, i els fulls d'hibisc, també un aliment comú d'elecció en la natura. És important la varietat d'aliments per a una bona nutrició. Bons fruits per oferir inclouen les maduixes, préssecs, pinyes, prunes, papaies, mangos, kiwis, melons, peres i fruits espinosos.
Una closca llisa és el resultat d'una bona alimentació, en canvi una closca no llisa i piramidal és símptoma d'una mala alimentació.

## Manteniment en captivitat

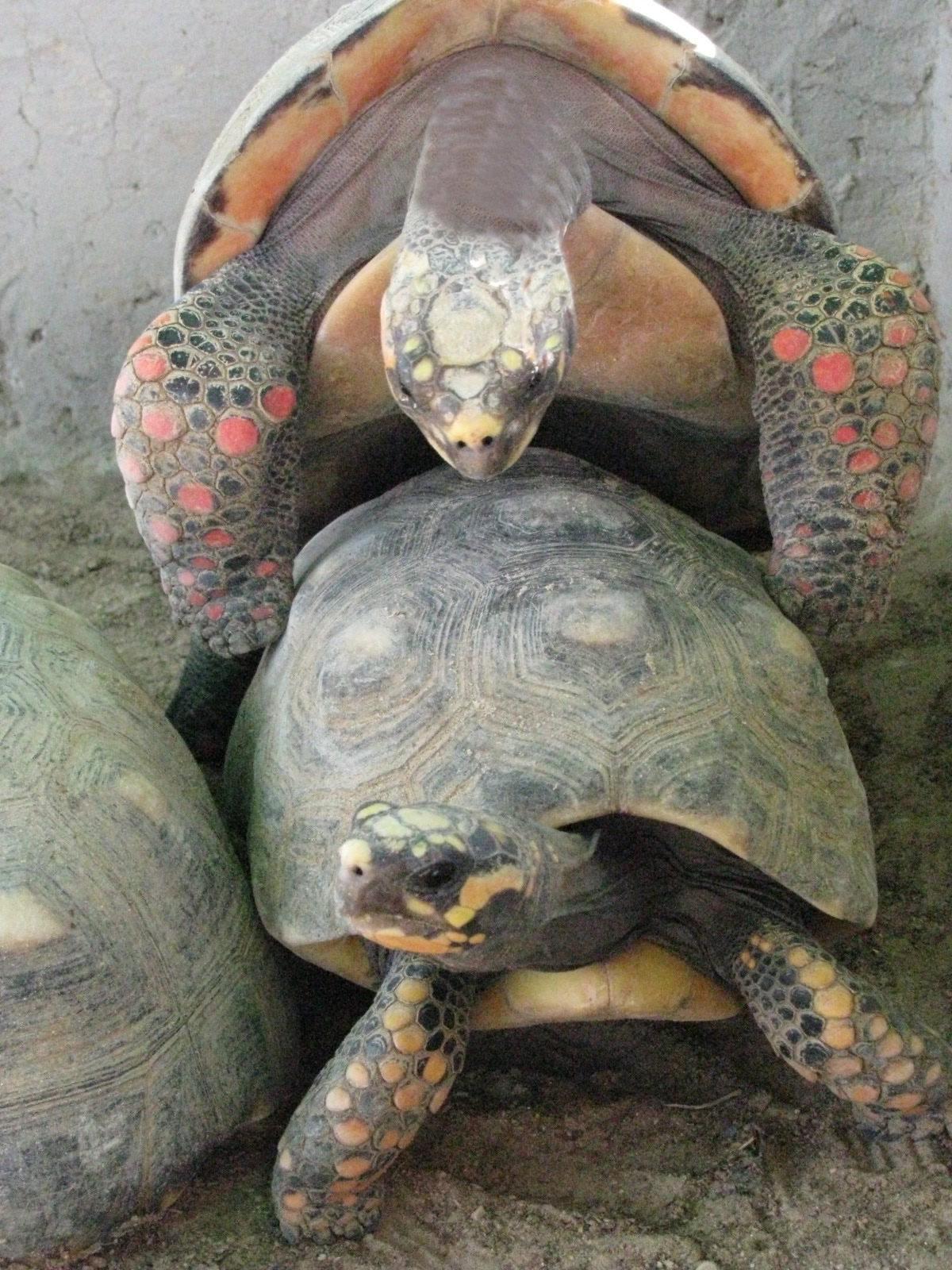
Aparellament de tortugues carbonàries.

La tortuga carbonària és una de les millors espècies de tortuga per mantenir en captivitat. Igual que amb qualsevol animal s'ha d'informar-se abans d'obtenir-la com a animal domèstic. El terrari ha de ser prou gran per permetre a la tortuga explorar i fer exercici. A més necessita una gran humitat ambiental i moltes plantes que li proporcionin ombra. Fusta de xiprer o altres fustes sense resines aromàtiques poden ser el millor substrat a causa de la forma en que al mateix temps reté la humitat, però, ofereix una superfície seca. Altres tipus de substrats estan disponibles, però eviti els que pot conduir a la deshidratació, el creixement de fongs, etc., com boletes de conill o encenalls de fusta.
L'hàbitat també haurà de ser equipat amb un plat d'aigua, ombra, i amagatalls.
Prefereixen una temperatura d'entre 25 ° i 30 °C., i els alts nivells d'humitat si més no en algunes parts de l'hàbitat (tot i que no toleren estar en superfícies mullades per molt temps).
Si la llum solar natural, sense filtrar (no bloquejats pel vidre o plàstic) no està disponible, l'hàbitat ha d'estar encès durant 12 hores al dia. L'ús d'il·luminació de baix consum per a les petites tortugues. Bombetes que ofereixen almenys els baixos nivells d'il·luminació dels raigs UVB són recomanats per la majoria, però no tots, els experts. Alguns bulbs poden combinar la calor, els raigs UVB, i la il·luminació però en general són millors per als hàbitats més grans.

## Conservació

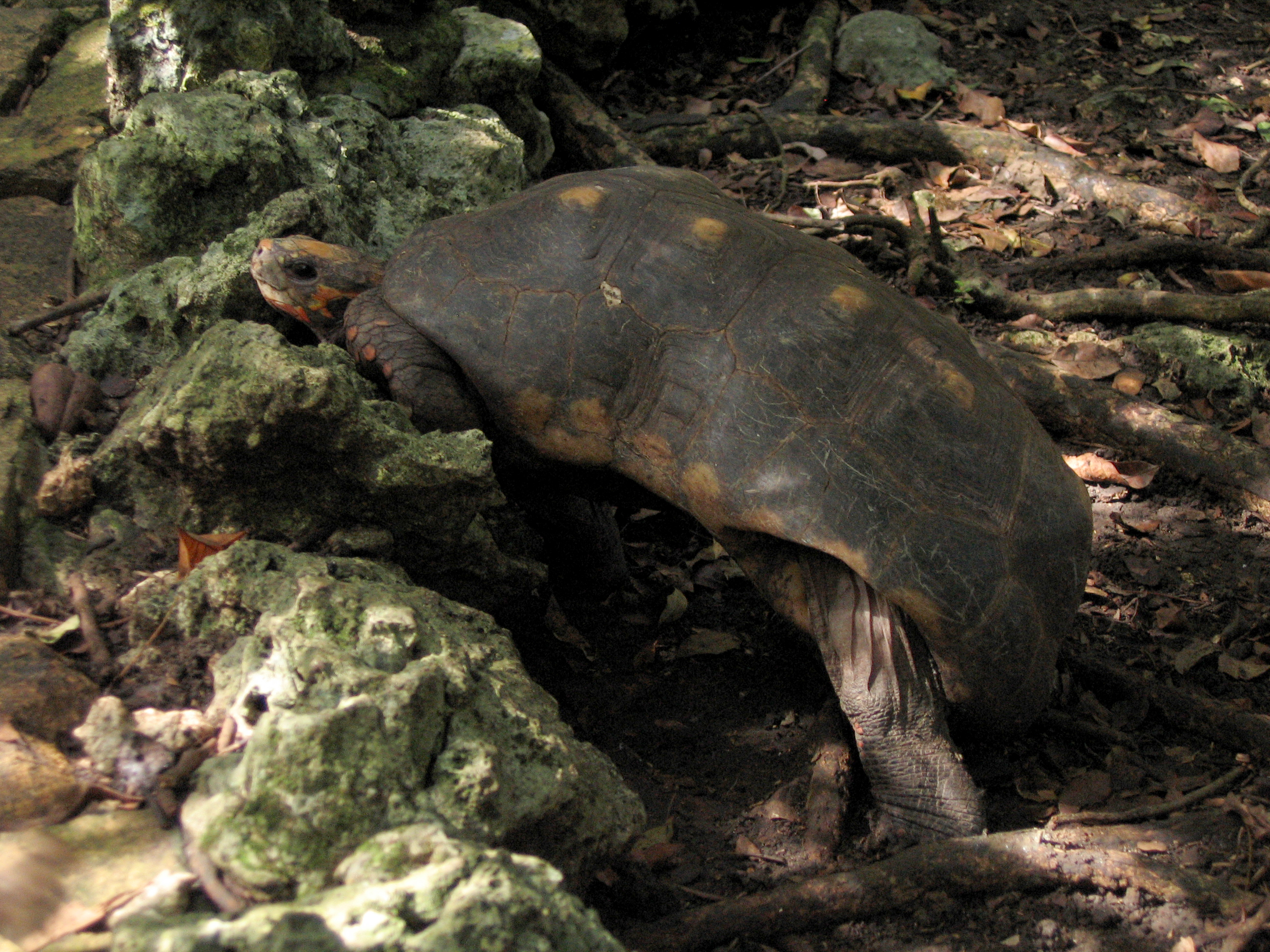
Tortuga de potes vermelles a la Reserva de Vida Silvestre de Barbados, San Pedro Parroquia, Barbados.

Les tortugues carbonàries estan protegides sota l'Apèndix II del Conveni sobre el tràfic internacional d'espècies en perill d'extinció (CITES, per les sigles en anglès).
En tots els països de la seva àrea de distribució, la major amenaça per a la supervivència de les tortugues de potes vermelles és la caça excessiva per l'home. Curiosament, les tortugues són considerades "peixos" per l'Església catòlica i durant la Setmana Santa es consumeixen en grans quantitats. Molts exemplars són recollits i enviats a diferents ciutats d'Amèrica del Sud per ser venuts com un menjar. El fet que aquesta tortuga pot tolerar llargs períodes sense menjar ni aigua, si no un avantatge evolutiu, fa que aquesta espècie sigui fàcil i rendible per al transport.
Una altra amenaça que pateix G. carbonaria és la pèrdua d'hàbitats i l'agricultura. Encara que s'ha observat que les tortugues de potes vermelles poden viure a la terra que s'ha convertit a l'agricultura, les seves densitats són molt menors de les que es troben en hàbitat natural, sense alteracions. Les tortugues que viuen a les terres agrícoles són molt més fàcils de localitzar, per la qual cosa taxes més altes de caça pot explicar aquesta diferència.
L'exportació per al comerç de mascotes també té un efecte negatiu en les tortugues de potes vermelles, tot i que és molt més gran l'amenaça a la seva supervivència la caça o la pèrdua d'hàbitat. La història natural de la tortuga vermella proporciona dues conseqüències, la susceptibilitat d'aquesta espècie a la pèrdua d'hàbitat i la caça excessiva, i la cria en captivitat i la reproducció.
Els esforços de conservació inclouen l'establiment i la protecció de reserves naturals i parcs nacionals, on les tortugues de potes vermelles i altres animals estan protegits de la caça.

## Taxonomia
L'espècie té varietats al llarg dels seus hàbitats diferents. Si bé no hi ha oficialment sub-espècies.
Segons la font, pot haver fins a set "tipus" de G. carbonaria. La diferència més evident és la coloració del plastró. Des del nord de la Selva Amazònica plastrons sobretot pàlids, sovint amb marques més fosques bastant distintives. Des del sud de l'Amazònia plastrons sobretot foscos.
- Dins el 'nord', els tipus, segons Pritchard, són: 
  - La majoria de Veneçuela i a l'est. Aquests són els "típics" que la majoria de les descripcions es basen, i vist comunament com a animals domèstics o en les fotos. Hi ha variacions de color dins d'aquest grup, els de la Guaiana Francesa, per exemple, solen tenir més groc en el musell i la part superior del cap.
  - Veneçuela. Closca més clara i sense marques en el plastró clar.
  - Oest de Veneçuela a Panamà. La coloració de la closca és més d'un marró que el típic negre.
  - Formes de les Illes caribenyes, especialment de les Antilles Menors, poden tenir mides més petites en general, però això pot ser causa de la influència humana.
- El 'sud' del grup inclou: 
  - La regió del Gran Chaco, centrat en Bolívia i Paraguai. Aquestes tortugues són generalment més grans que la majoria "del nord" i els mascles no tenen la "cintura de vespa".
  - "El nord-est del Brasil" la forma que s'assembla a les del "nord", però és més gran i té patrons com llamps al plastró, sobretot fosc.
  - Un tipus ben conegut és l'anomenat "cap de cirera" (Cherry head) del sud-est del Brasil (encara que el rang exacte es desconeix). Es poden identificar pel típic "del sud" plastró fosc, així com de colors brillants, escates al cap i les extremitats de pell fosca. Els colors són generalment de color vermell brillant, però pot ser de color taronja també. Una característica inusual és un nas lleugerament encorbat. Són molt populars per la seva coloració única i es consideren més resistents i tolerants al fred. Alguns semblen arribar a la maduresa sexual a una mida més petita i poden romandre més petits, però la majoria semblen ser de mida mitjana o gran.